# Le ultime lune
Le ultime lune è un dramma in due atti scritto nel 1992 dal drammaturgo Furio Bordon.

## Genesi
Il testo è stato composto nel 1992, quando Furio Bordon era direttore artistico del Teatro Stabile del Friuli-Venezia Giulia, e segnalato dalla commissione del Premio IDI 1993.
Nel 1994 Bordon sottopose il testo a Giulio Bosetti, direttore del Teatro stabile del Veneto, il quale, dichiarandosi «entusiasmato», lo propose a Marcello Mastroianni, che non calcava un palcoscenico dalla stagione 1987-88. Mastroianni accettò la proposta ma, a causa degli impegni cinematografici, fu possibile allestire lo spettacolo solamente per la stagione 1995-96.

## Trama
Il padre, un vecchio professore, mentre attende il ritorno dal lavoro di suo figlio (che dovrà accompagnarlo in una casa di riposo per anziani) ascolta Bach e dialoga idealmente con la moglie defunta prematuramente del loro amore, della vecchiaia e della morte.
Arriva il figlio e tra i due scoppia un litigio carico di reciproci rancori, ma alla fine anche di tenerezza.
Alcuni anni dopo, nella casa di riposo, il professore racconta in un soliloquio la sua vita quotidiana nell'Istituto, mescolandola ai ricordi del passato e concludendo con una serena dichiarazione di resa alla morte imminente.

## Rappresentazioni

### In Italia
La pièce ha debuttato il 10 novembre 1995 al Teatro Carlo Goldoni di Venezia, per la regia di Giulio Bosetti, con Marcello Mastroianni (il padre), Erika Blanc (la madre) e Giorgio Locuratolo (il figlio). Mentre era in tournée le repliche dello spettacolo sono state sospese il 17 dicembre 1995 a causa dei problemi di salute che aveva Mastroianni, per riprendere all'Arena del Sole di Bologna il 20 febbraio 1996. Con Mastroianni ammalato e affaticato, tant'è che nelle ultime repliche recitava stando seduto, la tournée chiuse anticipatamente il 3 novembre 1996 al Teatro Diana di Napoli.

Lo spettacolo, che era stato registrato, venne trasmesso su Raidue il 18 dicembre 1997 nel primo anniversario della morte di Mastroianni.
Furio Bordon ha poi curato la versione radiofonica de Le ultime lune, trasmessa da Radiodue il 12 aprile 1997, con  Gastone Moschin (il padre), Lidia Kozlovič (la madre) e Franco Zucca (il figlio).
Nella stagione 2000-2001 Furio Bordon decise di portare in scena la pièce, curandone la regia, con Gianrico Tedeschi (il padre), Marianella Laszlo (la madre) e Walter Mramor (il figlio). La prima è stata alla sala Tripcovich di Trieste il 14 ottobre 2000 ed è rimasta in repertorio sino al 2010 per oltre 400 repliche.
Una nuova produzione ha debuttato il 9 novembre 2018 al Teatro Tor Bella Monaca di Roma, con Andrea Giordana (il padre), Galatea Ranzi (la madre) e Luchino Giordana (il figlio), regia di Daniele Salvo. La particolarità di questa versione stava nel fatto che la parte del figlio era interpretata da Luchino Giordana, nella vita figlio di Andrea Giordana.

### All'estero
Le ultime lune è stato tradotto in francese con il titolo Les dernières lunes (1994), in spagnolo con il titolo Las ùltimas lunas (1998), in inglese con il titolo The Last Moons; complessivamente tradotto in 20 lingue e allestito in 30 paesi.
Nel 1997 è stato presentato per la prima volta in lingua francese, con il titolo Les Dernières Lunes, al Rideau de Bruxelles, ricevendo il Premio miglior spettacolo della stagione 1997-98.

## Riconoscimenti
- Premio Ubu
  - 1995/96 – Miglior attore a Marcello Mastroianni
- Premio IDI
  - 1993 – Segnalazione della commissione per opere teatrali inedite d'autore italiano[3]
  - 1996 – Alla memoria a Marcello Mastroianni per l'interpretazione[21]

## Edizioni
- Furio Bordon, Le ultime lune, Venezia, Marsilio, 1995, ISBN 9788831762915.